# 西伯利亞省

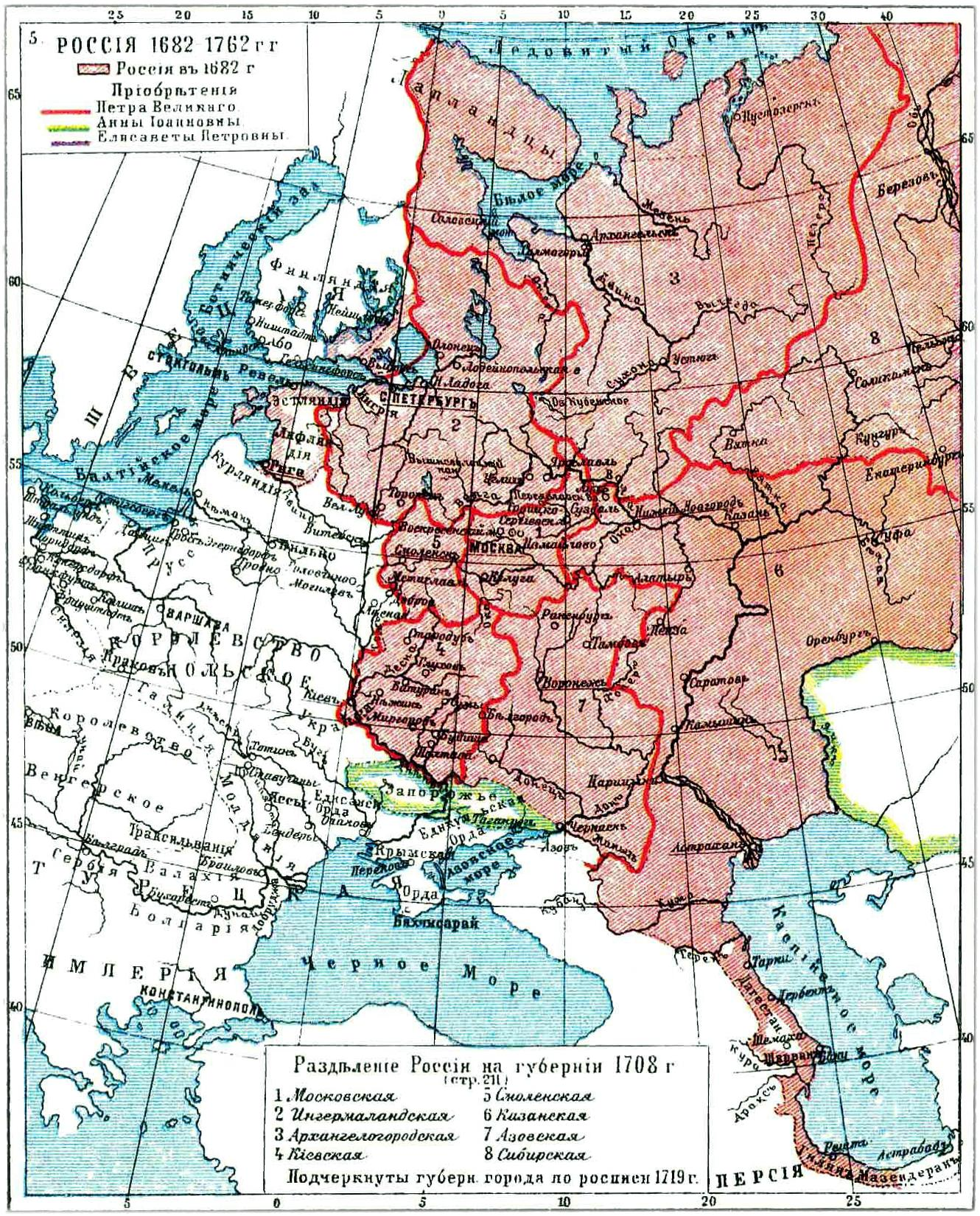
8號為西伯利亞省

西伯利亞省（俄语：Сиби́рская губе́рния）是沙俄和俄羅斯帝國（1721年起）當局在今日西伯利亞地區的一個行政區劃，包括了烏拉爾山脈以東所有俄國領土，以及烏拉爾山脈以西的維亞特卡河和卡馬河中上游地區。1708年12月18日由彼得大帝下令成立，是沙俄最早的八個省之一。首府托博爾斯克。
1782年分為托博爾斯克省、科雷萬省和伊爾庫茨克省。